# Jeux de scène
Pour l’article homonyme, voir Jeu de scène.
Jeux de scène est une pièce de théâtre de Victor Haïm créée au Théâtre de l'Œuvre le 28 août 2002.

## Théâtre de l'Œuvre,2002
Du 28 aout au 31 décembre 2002 au Théâtre de l'Œuvre.
- Mise en scène : Marcel Bluwal
- Scénographie : Catherine Bluwal
- Costumes : Catherine Bluwal
- Lumières : André Diot
- Son : Jean-Baptiste Favory
- Distribution :
  - Francine Bergé
  - Danièle Lebrun

Le spectacle est ensuite repris au Théâtre de la Pépinière-Opéra à partir du 21 janvier 2003.
Victor Haïm reçoit pour cette pièce le Molière de l'auteur en 2003. La pièce obtient également des nominations dans trois catégories : comédienne (Francine Bergé et Danièle Lebrun), théâtre privé, pièce de création française.